# 瀬川亮
瀬川 亮（せがわ りょう、1978年10月19日 - ）は、日本の俳優。神奈川県横浜市出身。クリオネに所属していた。妻は女優の松田沙紀。日本大学藤沢高等学校卒業。

## 来歴
幼稚園から中学まではサッカー、高校時代はラグビーに打ち込み、神奈川県代表で全国大会に出場したが引退し就職活動を始める。
20歳まで嬬恋村のキャベツ農家、リゾートホテル、スキー場、大黒埠頭で住み込みで働く。玉掛け、フォークリフトなどの資格・免許を取得しつつ自分が本当に打ち込める仕事を探す。その時期に友人に誘われて見た舞台演劇に衝撃を受け劇団に入団。
サードステージの預かりとなり、女優の木野花の運転手を経験した後、彼女が主宰していたフラワーズカンパニーの舞台に立つようになる。
2003年から2004年まで放送された、特撮テレビドラマ『超星神グランセイザー』の弓道天馬 / セイザータリアス役で俳優デビューした。
2005年のNHK朝の連続テレビ小説『ファイト』では品川太郎を演じた。
2007年、NHK大河ドラマ『風林火山』に主役山本勘助の親類に当たる庵原之政役で出演した。第12回「勘助仕官」で一旦姿を消すことになったが、第22回「三国激突」にて再登場した。
2011年7月31日にそれまで所属していた吉住モータースを退社し、同年11月11日に本人がブログで所属事務所がクリオネになったことを報告している。
2012年12月19日、『夏の秘密』で共演した女優の松田沙紀と結婚した。
2025年、自身のXにて、昨年2024年をもってクリオネを退所したことと、俳優活動を休止することを発表した。

## 出演

### テレビドラマ
- 超星神グランセイザー（2003 - 2004年、テレビ東京） - 弓道天馬 / セイザータリアス 役
- 連続テレビ小説（NHK）
  - ファイト（2005年） - 品川太郎 役
  - ウェルかめ（2010年） - 城島一 役
  - 花子とアン（2014年） - 浅野中也 役
- 見どころNHK（2006年度、NHK総合） - 番組広報
- 大河ドラマ（NHK）
  - 功名が辻（2006年） - 前野景定 役
  - 風林火山（2007年） - 庵原之政 役
  - 西郷どん（2018年） - 後藤象二郎 役
- 土曜ドラマ ウォーカーズ〜迷子の大人たち（2006年、NHK） - ヒロシ 役
- 土曜ドラマ ひとがた流し(2007年、NHK） - 鴨足屋良秋 役
- 3年B組金八先生 第8シリーズ（2007年 - 2008年、TBS） - 木村正 役
- 恋うたドラマSP第二夜「元気を出して」（2008年10月7日、TBS） - 入江智之 役
- 水曜ミステリー9「信濃のコロンボ事件ファイルパート17・みちのく遠野殺人事件」（2008年12月17日、テレビ東京） - 土橋剛 役
- 東海テレビ制作昼の帯ドラマ 夏の秘密（2009年、東海テレビ） - 瀬田伊織 役
- 松本清張ドラマスペシャル「顔」（2009年12月29日、NHK）
- 45日間奈良時代一周（2010年、NHK） - リポーター 役
- 土曜ドラマ チャンス（2010年、NHK） - 桜田時生 役
- デカワンコ 第5話（2011年2月12日、日本テレビ）
- 私が初めて創ったドラマ『エコ婚』（2011年2月18日、NHK福島放送局） - 阿武信生 役
- デカ 黒川鈴木 第8話（2012年2月23日、読売テレビ） - 渡部健司 役
- 東海テレビ制作昼の帯ドラマ 赤い糸の女（2012年、東海テレビ） - 徳須麟平 役
- 遺留捜査 第2シリーズ 最終話（2012年9月6日、テレビ朝日） - 長崎雄彦 役
- 都市伝説の女 Part2 第1話（2013年10月11日、テレビ朝日） - 中野修二 役
- BS時代劇 妻は、くノ一〜最終章〜（2014年、NHK BSプレミアム） - 白瓜の寒三郎 役
- ドラマ10 美女と男子（2015年、NHK）
- 月曜ゴールデン（TBS）
  - 「世田谷駐在刑事3」（2015年8月10日） - 甲田純一 役
  - 「湯けむりバスツアー 桜庭さやかの事件簿6」（2015年9月14日） - 広瀬彰一 役
- 相棒（テレビ朝日） 
  - season14 最終話（2016年3月16日） - 伴野甚一 役
  - season19 第15話（2021年2月3日） - 池澤麻尋 役
- ドクター調査班〜医療事故の闇を暴け〜 第3話（2016年5月6日、テレビ東京） - 一之瀬昇 役
- 立花登青春手控え 第1話（2016年5月13日、NHK BSプレミアム） - 勝蔵 役
- ドクター彦次郎2（2016年） - 九条洋一郎 役
- 欠点だらけの刑事（2018年） - 立花五樹
- 特捜9 第6話（2018年5月16日、テレビ朝日） - 宇田川順一 役
- 家売るオンナの逆襲 第3話（2019年1月23日、日本テレビ） - 中丸 役
- サギデカ（2019年） - 柿田清
- ドクターX〜外科医・大門未知子〜 第6期 第3話（2019年10月31日、テレビ朝日） - 大泉勇造 役
- 日曜プライム 狩矢父娘シリーズ20「京都俳句ツアー殺人事件」（2020年2月23日、テレビ朝日） - 鈴原敦八 役
- ゴシップ#彼女が知りたい本当の○○ 第1話（2022年1月6日、フジテレビ） - 平泉孝志 役
- 今野敏サスペンス 機捜235×強行犯係 樋口顕 第5話（2023年2月24日、テレビ東京） - 後藤啓介 役

### 映画
- 偶然のつづき（2005年）
- 世界はときどき美しい（2006年） - 邦郎役
- ガチ☆ボーイ（2007年） - 金村琢己 / シーラカンズ1号役
- 極道めし（2011年） - 砂川刑務官役
- 相棒 -劇場版III- 巨大密室! 特命係 絶海の孤島へ（2014年） - 岩代純也役

### バラエティ番組
- 世界ウルルン滞在記（2004年・2005年、TBS）インドネシア篇（2004年）、アイスランド篇（2005年）

### 舞台
- ヒツジの絵（2002年）
- 凹凸（2003年）
- 喝采〜旅芸人の唄（2003年）
- 動物園物語（2004年）
- トランス（2004年）
- みんな昔はリーだった　-EXIT from The DRAGON-（2006年）
- 死のバリエーション（2007年）
- 宝塚BOYS（2008年）
- ビロクシー・ブルース（2009年） - セルリッジ 役
- ハロー，グッドバイ（2012年） - 橋本和夫 役
- 剣豪将軍義輝〜戦国に輝く清爽の星〜（2016年） - 明智十兵衛 役
- 超体感ステージ「キャプテン翼」（2017年） - 見上辰夫 役

### CM
- シヤチハタ（2002年）
- NTT東日本（2002年）
- コナミ（2004年）
- 日清フーズ（日清製粉グループ）「お好み焼粉」（2009年 - ）

### DVD
- 超星神グランセイザー公式超技ビデオ（2003年） - 弓道天馬 役
- 超星神グランセイザー超メカDVD（2004年） - 弓道天馬 役
- 超星神グランセイザー スーパーバトルメモリー（2005年） - 弓道天馬 役

### ラジオ
- アニゲマスター（2003年、文化放送）
- 10 NIGHTS STORIES（2004年、JFN）
- 青春アドベンチャー「ヤッさん」（2010年5月、NHK-FM） - タカオ 役[10]
- FMシアター「つづれ織り」（2012年3月、NHK-FM）
- 青春アドベンチャー「僕たちの宇宙船」（2013年10月、NHK-FM） - リンダ 役
- 特集オーディオドラマ「遥かな旅　蝶の道」（2019年8月、NHK-FM） - 三嶋拓也 役

### その他
- プロ野球セ・リーグ 中日ドラゴンズ×広島東洋カープ 始球式（2009年7月20日、ナゴヤドーム） - 東海テレビ『夏の秘密』で共演した山田麻衣子とともに浴衣で登板。

### 写真集
- 『星座の勇者 - 超星神グランセイザー公式フォトアルバム』（2004年5月、雑草社） ISBN 4-921040-05-2